# 中華民國—阿爾及利亞關係
中華民國與法属阿尔及利亚於1943—1945年有領事級關係，結束關係後，目前沒有與現今的阿爾及利亞民主人民共和國互設具大使館功能的代表機構，對阿爾及利亞的相關事務由駐法國台北代表處、駐普羅旺斯臺北辦事處共同管轄。中華民國對外貿易發展協會於阿爾及利亞設立阿爾及爾臺灣貿易中心。

## 政治

### 外交

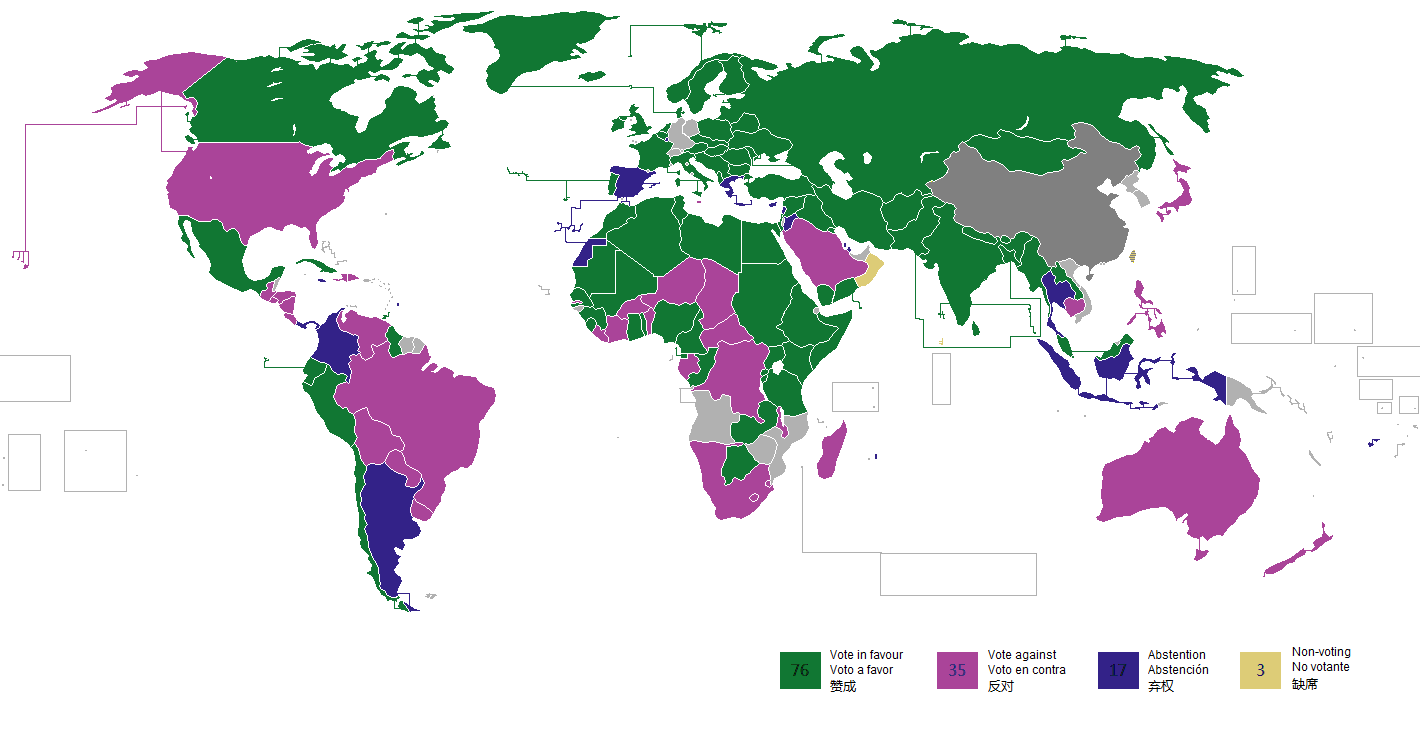
綠色國家表示在1971年的投票中反對中華民國續留聯合國，即《聯合國大會2758號決議》，其中包括阿爾及利亞。

1943年10月，中華民國在法属阿尔及利亚首府設立駐阿爾及爾领事馆。1945年裁撤。
1971年10月25日，第26屆聯合國大會就阿爾及利亞等23國所提出的「恢復中華人民共和國在聯合國的合法權利」議案進行表決。最終以76票贊成、35票反對、17票棄權的結果通過。根據《聯合國憲章》和聯合國大會議事規則，提案通過即成為正式決議，是為《聯合國大會2758號決議》。中華民國、馬爾地夫、阿曼等3國未投票。代表中國正統的中華民國政府，以外交部長周書楷為代表，在表決之前數小時，於大會上主動宣布退出聯合國。日後，中華民國政府將此決議稱為「排我納匪案」。

#### 中華民國駐阿爾及爾領事（1944年－1945年）
| 姓名   | 任命          | 免職          | 外交銜級 | 外交職務 |
| ------ | ------------- | ------------- | -------- | -------- |
| 陳忠鈞 | 1944年4月19日 | 1945年9月22日 | 领事     | 領事     |

## 經濟

### 貿易
2007年，中華民國對外貿易發展協會（外貿協會）於首都阿爾及爾設立台灣貿易中心。
阿爾及利亞在政治上與中華民國極不友好，申請簽證費時也需保人等許多障礙，自臺灣貿易中心設立後，除積極加強與該國重要工商組織建立關係，亦協助參訪團或參展團員獲得簽證。
| 年分 | 貿易總額    | 貿易總額 | 貿易總額 | 出口至阿爾及利亞 | 出口至阿爾及利亞 | 出口至阿爾及利亞 | 自阿爾及利亞進口 | 自阿爾及利亞進口 | 自阿爾及利亞進口 | 順逆差  |
| 年分 | 金額        | 年增減   | 排名     | 金額             | 年增減           | 排名             | 金額             | 年增減           | 排名             | 順逆差  |
| ---- | ----------- | -------- | -------- | ---------------- | ---------------- | ---------------- | ---------------- | ---------------- | ---------------- | ------- |
| 2017 | 290,872,235 | ▲23.0%   | 65       | 73,917,224       | ▼2.2%            | 79               | 216,955,011      | ▲34.8%           | 54               | 逆差▲   |
| 2018 | 406,086,855 | ▲39.6%   | 59       | 110,197,254      | ▲49.1%           | 72               | 295,889,601      | ▲36.4%           | 47               | 逆差▲   |
| 2019 | 247,729,792 | ▼39.0%   | 65       | 90,200,594       | ▼18.1%           | 73               | 157,529,198      | ▼46.8%           | 54               | 逆差▼   |
| 2020 | 382,474,865 | ▲54.4%   | 57       | 77,799,392       | ▼13.7%           | 72               | 304,675,473      | ▲93.4%           | 49               | 逆差▲   |
| 2021 | 481,398,350 | ▲25.9%   | 59       | 54,842,040       | ▼29.5%           | 83               | 426,556,310      | ▲40.0%           | 48               | 逆差▲   |
| 2022 | 233,216,748 | ▼51.6%   | 75       | 85,825,913       | ▲56.5%           | 78               | 147,390,835      | ▼65.4%           | 67               | 逆差▼   |
| 2023 | 202,579,062 | ▼13.1%   | 75       | 81,512,333       | ▼5.0%            | 75               | 121,066,729      | ▼17.9%           | 65               | 逆差▼   |
| 2024 | 94,684,648  | ▼53.3%   | 84       | 94,606,915       | ▲16.1%           | 68               | 77,733           | ▼99.9%           | 182              | 順差 -- |

2023年的兩國貿易項目如下：
出口至阿爾及利亞的前10大項目為：塑料板、片、箔、薄膜與扁條；理化分析用儀器與器具、計量或檢查粘性、多孔性、膨脹性、表面张力與類似性能之儀器與器具，計量或檢查熱量、音量或光之儀器與器具、理化分析用切片機；電話機（包括智能手机），以及其他傳輸或接收聲音、圖像之有線或无线网络通訊器具；苯乙烯之聚合物；自行車或機動車輛用之電氣照明或信號設備、擋風板刮刷器、去霜或去霧器；其他塑膠製品與特定材料制成品；機器、工廠或實驗室設備；橡膠或塑膠加工機或以此類原料製造產品之機械；鋼鐵製螺釘、螺栓、螺帽、螺旋鈎、車用螺釘、鉚釘、橫梢、開口梢、墊圈與類似製品；機動車輛所用之零件與附件等。
自阿爾及利亞進口的項目為：石油與提自瀝青礦物之油類（原油除外）、以石油或瀝青質礦物為基本成份之未列名製品、廢油；石油氣與其他氣態碳氫化合物；天然軟木或廢軟木；調製動物饲料；天然軟木，去皮或粗製成方形之塊狀、板狀、片狀或扁條狀者；電路開關、保護電路或連接電路用之電氣用具、光纖、光纖束、光纤电缆或光纖傳輸纜用之連接器；集成电路；特殊物品，含進口未超過5萬新臺幣之小額報單與其他零星物品；鮮或乾椰棗、無花果、凤梨、酪梨、番石榴、芒果與山竹果等。

### 投資
根據中華民國經濟部投資審議司統計，截至2023年，尚無臺商前往阿爾及利亞投資；阿爾及利亞在臺灣的投資件數共3件，總投資金額約21.4萬美元。
華碩在阿爾及利亞設有分公司，其他如三陽工業、光陽工業、帝寶工業、堤維西交通工業（TYC Brother Industrial）等汽、機車廠商多以經銷合作方式經營市場，華寶則與當地企業合作在地生產。三陽工業另設有摩托车組裝廠。2018年，臺灣宏全國際集團與阿爾及利亞Saida飲料公司合資成立包裝材料廠，定於2019年量產。

### 會展
2015年10月，阿爾及利亞企業暨工業聯盟（Le CEIMI）理事長組團前往臺北參加非洲商機日活動。
2016年3月，阿爾及利亞企業家協會（FCE）副理事長訪臺參加貿易洽談會活動。
中華民國經濟部非洲市場推動辦公室分別於2017年3月、2018年2月與9月、2019年3月籌組貿易訪問團前往阿爾及利亞拓銷。

### 組織
目前在阿爾及利亞無臺商或臺僑組織，亦無臺灣的金融機構。

## 簽證

持中華民國護照的中華民國國民簽證要求分布圖：入境阿爾及利亞需要簽證。

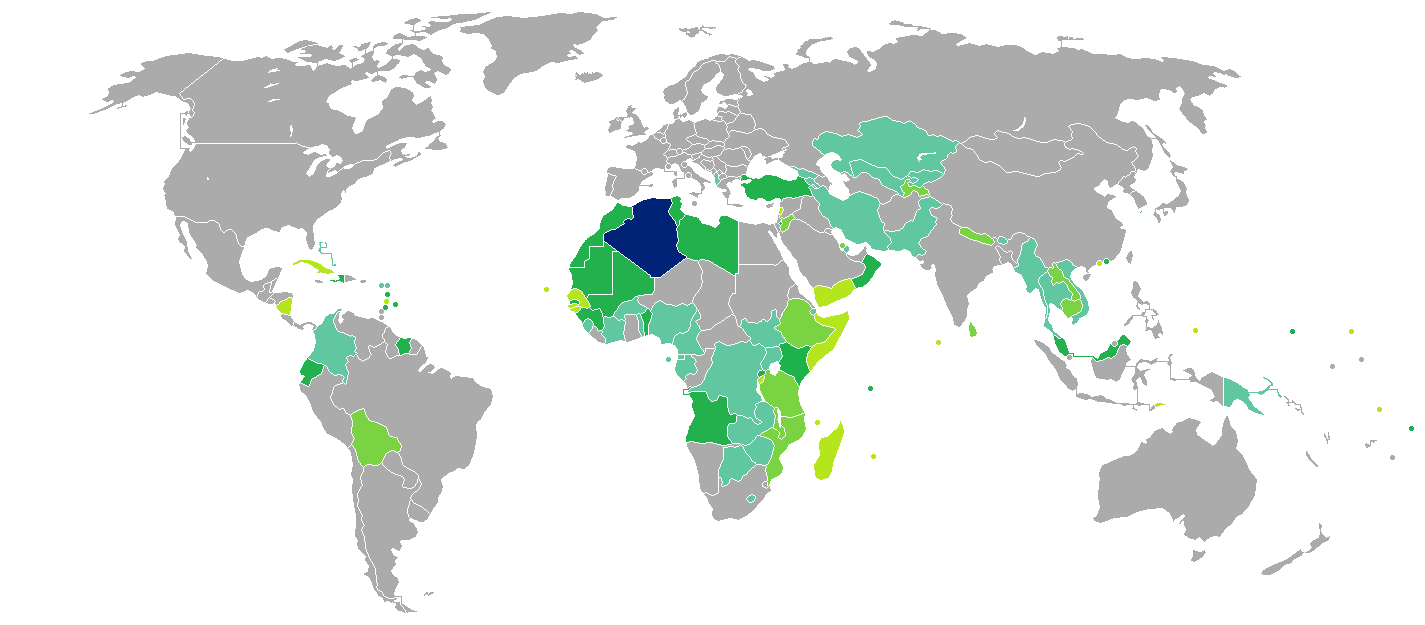
持阿爾及利亞護照的阿爾及利亞國民簽證要求分布圖：入境中華民國需要簽證。

兩國國民皆須申請簽證方可入境對方國家。持中華民國護照的中華民國國民申請觀光簽證須透過旅行社或至阿爾及利亞駐日本大使館詢問代辦者清單。臺灣商務人士申請簽證需當地買主提供邀請函與當地政府擔保函，取得簽證通常需3至4週。經阿爾及利亞轉機，亦須申請過境簽證。
持阿爾及利亞護照的阿爾及利亞國民抵台參加由中央政府機關主辦、協辦或贊助之國際會議、運動賽事、商展或其他活動，可以電子簽證入境中華民國，停留最多30天並不得延期。

## 交通

### 航空

#### 客運
兩國無直航班機，可經由（不計航點遠近，截至2023年6月26日）：
- 臺北→北京-首都、杜拜、伊斯坦堡、倫敦、巴黎、羅馬、米蘭、法蘭克福、維也納，再轉機前往阿爾及利亞的國際機場（英语：List of airports in Algeria）。
- 高雄→北京-首都[註 2]→阿爾及利亞。

## 外部連結
- 中華民國外交部－阿爾及利亞人民民主共和國簡介 （页面存档备份，存于）
- 駐法國台北代表處
  - 駐普羅旺斯辦事處
- 外交部領事事務局－國外旅遊警示分級表
- 中華民國衛生福利部－國際旅遊疫情建議等級
- 中華民國國際經濟合作協會 （页面存档备份，存于）
- 阿爾及爾台灣貿易中心（Facebook、LinkedIn）